# Irenella
Irenella là chi thực vật có hoa trong họ Amaranthaceae.